# István Dobi
István Dobi (ur. 31 grudnia 1898 w Szőny (obecnie część miasta Komárom), zm. 24 listopada 1968 w Budapeszcie) – węgierski polityk, w latach 1949–1952 premier Węgierskiej Republiki Ludowej, a w 1952–1967 przewodniczący Rady Prezydialnej Węgierskiej Republiki Ludowej.

## Młodość
Dobi pochodził z biednej rodziny chłopskiej, urodził się w Szőny. W 1916 zetknął się z ruchem ludowym. Poparł utworzenie Węgierskiej Republiki Rad. Po jej upadku w 1919 po raz pierwszy został aresztowany. Po zwolnieniu z więzienia był aktywny w partiach chłopskich i socjaldemokratycznych. Od początku lat 20 był pod nadzorem policji. Pracował dorywczo jako robotnik i rolnik. Chociaż nie był komunistą, został aresztowany kilka razy w ciągu rządów Miklósa Horthyego.

## II wojna światowa
W czasie II wojny światowej był jednym z przywódców węgierskiego ruchu oporu, został powołany do służby wojskowej. Wrócił w lecie 1945 roku. Został jednyzm z czołowych działaczy Niezależnej Partii Drobnych Rolników, która osiągnęła większość głosów w wyborach powszechnych w listopadzie 1945. Dobi był członkiem frakcji lewicowego skrzydła i opowiadał się za współpracą z komunistami.

## Czasy powojenne
W 1948 otrzymał Order Odrodzenia Polski I klasy.
W 1962 został laureatem Międzynarodowej Leninowskiej Nagrody Pokoju.